# Tabanus martinii
Tabanus martinii är en tvåvingeart som beskrevs av Krober 1928. Tabanus martinii ingår i släktet Tabanus och familjen bromsar. Inga underarter finns listade i Catalogue of Life.